# Haydar Özalp
Haydar Özalp (* 1924 in Bor, Provinz Niğde; † 1. März 1996 in Ankara) war ein türkischer Politiker der Demokratischen Partei DP (Demokrat Parti), der Gerechtigkeitspartei AP (Adalet Partisi) sowie später der Mutterlandspartei ANAP (Anavatan Partisi), der zwischen 1961 und 1977 Mitglied der Großen Nationalversammlung der Türkei sowie von 1971 bis 1973 Minister für Zölle und Monopole war. Er gehörte von 1983 bis 1990 noch einmal der Großen Nationalversammlung als Mitglied an.

## Leben
Haydar Özalp, Sohn von Nurettin Özalp und Mahiye Özalp, absolvierte ein Studium an der Landwirtschaftlichen Fakultät der Universität Ankara, welches er 1946 beendete. Er war danach als Agraringenieur tätig und trat am 21. Juni 1951 als Techniker in den Staatsdienst, wo er später Cheftechniker im Landwirtschaftsministerium wurde. Er war Mitgründer der Jugendgesellschaft von Bor sowie Herausgeber der Zeitung Yeşil Bor. 1958 wurde er zum Bürgermeister von Bor gewählt und trat später der Demokratischen Partei DP (Demokrat Parti) bei, deren Vorsitzender er in Bor sowie in der Provinz Niğde war. Er engagierte sich als Mitglied im Kinderschutzbund sowie im Roten Halbmonds und befasste sich mit Moschee-, Bildungs-, Gesundheits- und Wasserfragen. Während des Militärputsches vom 27. Mai 1960 wurde er eine Woche lang inhaftiert.
Obwohl Özalp die Politik für kurze Zeit verließ, kehrte er 1961 in die Politik zurück, wurde bei der Wahl am 15. Oktober 1961 für die Gerechtigkeitspartei AP (Adalet Partisi) zum Mitglied der Großen Nationalversammlung TBMM (Türkiye Büyük Millet Meclisi) gewählt und gehörte dieser als Vertreter von Niğde nach seinen Wiederwahlen am 10. Oktober 1965, 12. Oktober 1969 und 14. Oktober 1973 in der 12. bis zur 15. Legislaturperiode vom 25. Oktober 1961 bis zum 5. Juni 1977 an.
Nachdem das Parlament am 12. März 1971 durch ein Memorandum des Generalstabschefs der Streitkräfte, General Memduh Tağmaç aufgefordert wurde, eine starke und unabhängige Regierung zu organisieren, übernahm Haydar Özalp im Kabinett Erim I, der 33. türkischen Regierung, am 26. März 1971 den Posten als Minister für Zölle und Monopole (Gümrük ve Tekel Bakanı) und bekleidete dieses Ministeramt vom 11. Dezember 1971 bis zum 22. Mai 1972 auch im Kabinett Erim II, der 34. Regierung, sowie vom 22. Mai 1972 bis zum 15. April 1973 ebenfalls in der darauf folgenden 35. Regierung, dem Kabinett Melen.
Nach dem Militärputsch vom 12. September 1980 wurde Özalp bei der Parlamentswahl vom 6. November 1983 für die Mutterlandspartei ANAP (Anavatan Partisi) wieder zum Mitglied der Großen Nationalversammlung gewählt, in der er nach seiner Wiederwahl am 29. November 1987 in der 18. und 19. Legislaturperiode vom 7. Dezember 1983 bis zu seinem Mandatsverzicht 1990 die Interessen von Niğde vertrat. Nachdem er sich aus dem politischen Leben zurückgezogen hatte, wurde er 1990 Vorstandsmitglied der Etibank. Er war verheiratet und hatte 4 Kinder. Ihm zu Ehren wurde eine Straße in Bor benannt.